# ترويض النمرة (فلم 1967)
ترويض النمرة (بالإيطالية: La Bisbetica domata) فيلم كوميدي رومانسي أمريكي إيطالي عام 1967 يستند إلى راوية تحمل الاسم نفسه من تأليف ويليام شكسبير حول تودد بين شخصين قويي الإرادة. أخرج الفيلم فرانكو زافاريلي وبطولة إليزابيث تايلور وريتشارد بيرتون في دور كيت وبتروشيو لشكسبير.

## فريق التمثيل
- إليزابيث تايلور في دور كاثرينا
- ريتشارد بيرتون في دور بيتروشيو
- مايكل يورك في دور لوسينتيو
- مايكل هوررن في دور بابتيستا مينولا
- ناتاشا بين في دور بيانكا
- آلان ويب في دور جريميو
- فيكتور سبينيتي في دور هورتينسيو
- ألفريد لينش في دور ترانيو
- مارك ديجنام في دور فينسينتو
- روي هولدر في دور بيونديلو
- سيريل كوزاك في دور غروميو

### الجوائز والترشيحات
| جائزة                                   | فئة                                | المرشحون                                                                                   | نتيجة |
| --------------------------------------- | ---------------------------------- | ------------------------------------------------------------------------------------------ | ----- |
| جوائز الأوسكار                          | أفضل إخراج فني                     | لورنزو مونجياردينو ، جون ديكوير ، إلفين ويب ، جوزيبي مارياني ، داريو سيموني ولويجي جيرفاسي | رُشِّح   |
| جوائز الأوسكار                          | أفضل تصميم أزياء                   | دانيلو دوناتي وإيرين شراف                                                                  | رُشِّح   |
| الجمعية البريطانية للمصورين السينمائيين | أفضل تصوير سينمائي                 | أوزوالد موريس                                                                              | فوز   |
| جوائز الأكاديمية البريطانية للأفلام     | أفضل ممثل بريطاني                  | ريتشارد بيرتون                                                                             | رُشِّح   |
| جوائز الأكاديمية البريطانية للأفلام     | أفضل ممثلة بريطانية                | إليزابيث تايلور                                                                            | رُشِّح   |
| جوائز ديفيد دي دوناتيلو                 | أفضل إنتاج                         | ترويض النمرة                                                                               | فوز   |
| جوائز ديفيد دي دوناتيلو                 | أفضل ممثل أجنبي                    | ريتشارد بيرتون                                                                             | فوز   |
| جوائز ديفيد دي دوناتيلو                 | أفضل ممثلة أجنبية                  | إليزابيث تايلور                                                                            | فوز   |
| جوائز غولدن غلوب                        | أفضل فيلم موسيقي أو كوميدي         | ترويض النمرة                                                                               | رُشِّح   |
| جوائز غولدن غلوب                        | أفضل ممثل في فيلم موسيقي أو كوميدي | ريتشارد بيرتون                                                                             | رُشِّح   |
| ناسترو دي أرجينتو                       | أفضل تصميم أزياء                   | دانيلو دوناتي                                                                              | فوز   |
| ناسترو دي أرجينتو                       | أفضل تصميم إنتاج                   | جوزيبي مارياني                                                                             | رُشِّح   |
| جوائز المجلس الوطني للمراجعة            | أفضل عشرة أفلام                    | ترويض النمرة                                                                               | فوز   |

1. ↑  بالتساوي مع النمر والقط.
2. ↑  بالتساوي مع بيتر أوتول عن دور في ليلة الجنرالات.
3. ↑  بالتساوي مع جولي كرستي عن دورها في دكتور جيفاغو.

## روابط خارجية
- ترويض النمرة على موقع IMDb (الإنجليزية)
- ترويض النمرة على موقع الموسوعة البريطانية (الإنجليزية)
- ترويض النمرة على موقع روتن توميتوز (الإنجليزية)
- ترويض النمرة على موقع نتفليكس (الإنجليزية)
- ترويض النمرة على موقع ألو سيني (الفرنسية)
- ترويض النمرة على موقع Turner Classic Movies (الإنجليزية)
- ترويض النمرة على موقع أول موفي (الإنجليزية)
- ترويض النمرة على موقع فيلمافينيتي (الإسبانية)
- ترويض النمرة على موقع قاعدة بيانات الأفلام السويدية (السويدية)
- ترويض النمرة على موقع قاعدة بيانات الفيلم (الإنجليزية)
- A film clip of a featurette from the films opening is available for free download at the أرشيف الإنترنت
- eNotes Article
- مقالة سينما فينيكس